# Thelypteris ptarmiciformis
Thelypteris ptarmiciformis là một loài thực vật có mạch trong họ Thelypteridaceae. Loài này được (C. Chr. & Rosenst. ex Rosenst.) C.F. Reed miêu tả khoa học đầu tiên năm 1968.